# Lawrencia squamata
Lawrencia squamata är en malvaväxtart som beskrevs av Christian Gottfried Daniel Nees von Esenbeck. Lawrencia squamata ingår i släktet Lawrencia och familjen malvaväxter. Inga underarter finns listade i Catalogue of Life.